# 마르틴 하이러
마르틴 하이러(독일어: Martin Hairer, 1975년 11월 14일~)은 오스트리아의 수학자이다. 스위스 제네바 태생이며, 2014년 3월 기준으로 잉글랜드 워릭 대학교 수학과 석좌교수이다. 2014년 대한민국 서울특별시에서 열린 세계 수학자 대회(ICM)에서 마리암 미르자하니, 아르투르 아빌라, 만줄 바르가바와 함께 수학의 노벨상이라고 불리는 필즈상을 수상했다.

## 학력
- 1993년~1998년: 제네바 대학교 (석사)
- 1998년~2001년: 제네바 대학교 (박사)

## 같이 보기
- 세계 수학자 대회
- 마리암 미르자하니
- 아르투르 아빌라
- 만줄 바르가바
- 필즈상